# Henri Espirac
Henri Lucien Espirac dit Henri ou Henry Espirac est un baryton, basse et bibliophile français né le 26 novembre 1890 à Bordeaux (Gironde) et mort le 27 juillet 1950 à Monaco.

## Biographie
Henri Espirac est élève de Paul Chariol (directeur du Conservatoire de Bordeaux), et premier basse du Grand Théâtre de Nîmes (1912), du Casino d’Aix-les-Bains (1912), du Grand Théâtre de Tours (1920 - 1930), de La Monnaie de Bruxelles (1922 - 1923), du Théâtre national de l'Opéra-Comique (1926 - 1927), de l’Opéra de Monte-Carlo (1936 - 1941), du Grand Théâtre de Genève (1943 - 1944) et autres.
Il épouse, en 1912 à Bordeaux, Jeanne Berckenhoff, professeur de musique (divorcé en 1923), et, en 1938 à Monaco, la danseuse italienne naturalisée française Térésina Négri.
Il est enterré dans le Cimetière de Cap-d'Ail.